# Saint-Crépin-Ibouvillers
Saint-Crépin-Ibouvillers és un municipi francès, situat al departament de l'Oise i a la regió dels Alts de França. L'any 2007 tenia 1.173 habitants.

## Demografia

### Població
El 2007 la població de fet de Saint-Crépin-Ibouvillers era de 1.173 persones. Hi havia 382 famílies de les quals 80 eren unipersonals (36 homes vivint sols i 44 dones vivint soles), 105 parelles sense fills, 181 parelles amb fills i 16 famílies monoparentals amb fills.
La població ha evolucionat segons el següent gràfic:
Habitants censats

### Habitatges
El 2007 hi havia 426 habitatges, 389 eren l'habitatge principal de la família, 14 eren segones residències i 23 estaven desocupats. 381 eren cases i 45 eren apartaments. Dels 389 habitatges principals, 294 estaven ocupats pels seus propietaris, 74 estaven llogats i ocupats pels llogaters i 20 estaven cedits a títol gratuït; 3 tenien una cambra, 22 en tenien dues, 57 en tenien tres, 106 en tenien quatre i 201 en tenien cinc o més. 291 habitatges disposaven pel capbaix d'una plaça de pàrquing. A 153 habitatges hi havia un automòbil i a 203 n'hi havia dos o més.

### Piràmide de població
La piràmide de població per edats i sexe el 2009 era:
| Homes | Edats   | Dones |
| ----- | ------- | ----- |
| 2     | 95 o +  | 7     |
| 4     | 90 a 94 | 12    |
| 5     | 85 a 89 | 17    |
| 6     | 80 a 84 | 16    |
| 13    | 75 a 79 | 22    |
| 6     | 70 a 74 | 18    |
| 14    | 65 a 69 | 9     |
| 7     | 60 a 64 | 16    |
| 24    | 55 a 59 | 16    |
| 38    | 50 a 54 | 32    |
| 42    | 45 a 49 | 43    |
| 45    | 40 a 44 | 40    |
| 48    | 35 a 39 | 46    |
| 37    | 30 a 34 | 43    |
| 25    | 25 a 29 | 28    |
| 25    | 20 a 24 | 25    |
| 35    | 15 a 19 | 27    |
| 47    | 10 a 14 | 46    |
| 43    | 5 a 9   | 43    |
| 35    | 0 a 4   | 29    |

## Economia
El 2007 la població en edat de treballar era de 753 persones, 578 eren actives i 175 eren inactives. De les 578 persones actives 527 estaven ocupades (294 homes i 233 dones) i 50 estaven aturades (14 homes i 36 dones). De les 175 persones inactives 42 estaven jubilades, 86 estaven estudiant i 47 estaven classificades com a «altres inactius».

### Ingressos
El 2009 a Saint-Crépin-Ibouvillers hi havia 382 unitats fiscals que integraven 1.052,5 persones, la mediana anual d'ingressos fiscals per persona era de 20.629 €.

### Activitats econòmiques
Dels 47 establiments que hi havia el 2007, 1 era d'una empresa alimentària, 1 d'una empresa de fabricació de material elèctric, 1 d'una empresa de fabricació d'elements pel transport, 3 d'empreses de fabricació d'altres productes industrials, 5 d'empreses de construcció, 6 d'empreses de comerç i reparació d'automòbils, 2 d'empreses de transport, 2 d'empreses d'hostatgeria i restauració, 6 d'empreses financeres, 1 d'una empresa immobiliària, 10 d'empreses de serveis, 8 d'entitats de l'administració pública i 1 d'una empresa classificada com a «altres activitats de serveis».
Dels 8 establiments de servei als particulars que hi havia el 2009, 1 era una gendarmeria, 1 oficina de correu, 1 taller de reparació d'automòbils i de material agrícola, 1 paleta, 1 guixaire pintor, 1 electricista, 1 empresa de construcció i 1 perruqueria.
Dels 2 establiments comercials que hi havia el 2009, 1 era una botiga de menys de 120 m² i 1 una fleca.
L'any 2000 a Saint-Crépin-Ibouvillers hi havia 7 explotacions agrícoles.

## Equipaments sanitaris i escolars
El 2009 hi havia 1 farmàcia i 1 ambulància.
El 2009 hi havia una escola elemental.

## Poblacions més properes
El següent diagrama mostra les poblacions més properes.